# Star Feminine Band
 (juin 2023).
La mise en forme du texte ne suit pas les recommandations de Wikipédia : il faut le « wikifier ».
Les points d'amélioration suivants sont les cas les plus fréquents :
- Les titres sont pré-formatés par le logiciel. Ils ne sont ni en capitales, ni en gras.
- Le texte ne doit pas être écrit en capitales (les noms de famille non plus), ni en gras, ni en italique, ni en « petit »…
- Le gras n'est utilisé que pour surligner le titre de l'article dans l'introduction, une seule fois.
- L'italique est rarement utilisé : mots en langue étrangère, titres d'œuvres, noms de bateaux, etc.
- Les citations ne sont pas en italique mais en corps de texte normal. Elles sont entourées par des guillemets français : « et ».
- Les listes à puces sont à éviter, des paragraphes rédigés étant largement préférés. Les tableaux sont à réserver à la présentation de données structurées (résultats, etc.).
- Les appels de note de bas de page (petits chiffres en exposant, introduits par l'outil «  Source ») sont à placer entre la fin de phrase et le point final[comme ça].
- Les liens internes (vers d'autres articles de Wikipédia) sont à choisir avec parcimonie. Créez des liens vers des articles approfondissant le sujet. Les termes génériques sans rapport avec le sujet sont à éviter, ainsi que les répétitions de liens vers un même terme.
- Les liens externes sont à placer uniquement dans une section « Liens externes », à la fin de l'article. Ces liens sont à choisir avec parcimonie suivant les règles définies. Si un lien sert de source à l'article, son insertion dans le texte est à faire par les notes de bas de page.
- La présentation des références doit suivre les conventions bibliographiques. Il est recommandé d'utiliser les modèles {{Ouvrage}}, {{Chapitre}}, {{Article}}, {{Lien web}} et/ou {{Bibliographie}}. Le mode d'édition visuel peut mettre en forme automatiquement les références.
- Insérer une infobox (cadre d'informations à droite) n'est pas obligatoire pour parachever la mise en page.

Pour une aide détaillée, merci de consulter Aide:Wikification.
Si vous pensez que ces points ont été résolus, vous pouvez retirer ce bandeau et améliorer la mise en forme d'un autre article.
Star Feminine Band est un groupe musical afropop composé de 7 jeunes filles, nées entre 2003 et 2010, originaires de Natitingou, une ville reculée du nord du Bénin. En 2016, elles ont répondu à l'appel d'une radio locale pour participer à une série de formations musicales. Repéré pour son talent, le groupe de jeunes filles sort son premier album en 2020 sous le label Born Bad Records. Il s'ensuit une longue liste de dates en Europe et particulièrement en France.

## Biographie
À la genèse du groupe se trouve le musicien et compositeur André Balaguemon, animateur d'une radio locale de la ville de Natitingou. Il propose aux enfants - et particulièrement aux jeunes filles - de son village d'apprendre gratuitement un instrument sous sa tutelle. Afin de crédibiliser l'initiative auprès des familles, du maire et du conseil communal, il proposera d'organiser un mini-concert après seulement 3 mois de formation intensive. Grâce au succès de celui-ci, il gagne le crédit nécessaire pour poursuivre l'entraînement.
Entre 2016 et 2018, le groupe donnera plusieurs dizaines de concerts dans la région. Angélique est à la batterie, Grace au clavier, Julienne à la basse, Anne à la guitare. Urrice et Sandrine, elles, se chargent des percussions traditionnelles. Enfin, toutes les filles se relaient au chant, selon les morceaux de musique.
À la fin de l'année 2018, le jeune groupe fait la rencontre de l'ingénieur français Jérémy Verdier, alors en mission dans la région. Conquis par le groupe, il fait appel à deux amis espagnols (Juan Toran et Juan Serra) pour enregistrer les premiers morceaux dans l'annexe du musée local. 
Ces titres seront entendus par Jean-Baptiste Guillot du label Born Bad Records, et trouveront ainsi leur chemin dans le premier album du groupe sorti en novembre 2020. Quelques mois plus tard, la société de production musicale Azimuth Productions (gérée par Geneviève Girard) entre également dans l'aventure en mettant sur pied des tournées de concerts en France et à l'international.
Au travers de l'ambiance joyeuse des titres de Star Feminine Band se glisse un message engagé. Sandrine, joueuse de tam-tam dans le groupe, s'exprime ainsi dans une interview : « Nous chantons le droit de la femme et le droit des enfants parce qu'en Afrique et un peu dans le monde, on constate que le droit des femmes [...] et le droit des enfants n'est pas respecté. ».
Les textes du premier album ainsi que la plupart de ceux du deuxième sont principalement écrits par le "papa du groupe", André Balaguemon, toujours à l'écoute des inspirations de chacune des filles,.
Le groupe est parrainé par la préfète Déré Lydie Chabi Nah.

### Albums studio
(juin 2023).

## Festivals et concerts
(juin 2023).
- Si vous ne connaissez pas le sujet, laissez ce bandeau (vous pouvez alors contacter les auteurs).
- Si vous supprimez le contenu mis en cause (vous pouvez préalablement contacter les auteurs),

argumentez précisément cette suppression dans la page de discussion
(un manque de référence n'est pas un argument ; une recherche réelle de référence doit avoir été effectuée, être formellement documentée).

### Tournée 2021
| Dates            | Ville   | Pays   | Lieu                    |
| ---------------- | ------- | ------ | ----------------------- |
| 18 novembre 2021 | Massy   | France | Centre Culturel Paul B. |
| 19 novembre 2021 | Lyon    | France | Opéra de Lyon           |
| 20 novembre 2021 | Geneve  | Suisse | L'Usine                 |
| 30 novembre 2021 | Bobigny | France | Canal 93                |
| 03 décembre 2021 | Rennes  | France | Les Transmusicales      |
| 04 décembre 2021 | Rennes  | France | Les Transmusicales      |

### Tournée 2022
| Dates,           | Ville                | Pays     | Lieu                            |
| ---------------- | -------------------- | -------- | ------------------------------- |
| 30 juin 2022     | Roskilde             | Danemark | Roskilde Festival               |
| 6 juillet 2022   | Lyon                 | France   | Nuits de Fourvière              |
| 2 juillet 2022   | Belfort              | France   | Les Eurockéennes                |
| 5 juillet 2022   | Lorient              | France   | Soirée Fedelima à l'Hypdrophone |
| 7 juillet 2022   | Metz                 | France   | Plein Air À Trinitaires         |
| 10 juillet 2022  | Tours                | France   | Terres du Son                   |
| 12 juillet 2022  | Lille                | France   | L'Aéronef                       |
| 13 juillet 2022  | Dour                 | Belgique | Festival de Dour                |
| 22 juillet 2022  | Nyon                 | Suisse   | Paléo Festival Nyon             |
| 23 juillet 2022  | Mèze                 | France   | Festival de l'Étang de l'Eau    |
| 28 juillet 2022  | Nyon                 | France   | Les Terrasses Du Jeudi          |
| 30 juillet 2022  | Anvers               | Belgique | Sfinks Festival                 |
| 6 août 2022      | Presqu'île de Crozon | France   | Festival du Bout du Monde       |
| 6 octobre 2022   | Saint-Étienne        | France   | Le Fil                          |
| 7 octobre 2022   | Marseille            | France   | Fiesta Des Suds                 |
| 8 octobre 2022   | Aubenas              | France   | Salle Bournot                   |
| 13 octobre 2022  | Nancy                | France   | Nancy Jazz Pulsations           |
| 15 octobre 2022  | Marne-la-Vallée      | France   | La Ferme Du Buisson             |
| 22 octobre 2022  | Le Havre             | France   | Ouest Park                      |
| 27 octobre 2022  | Bordeaux             | France   | Rock School Barbey              |
| 28 octobre 2022  | Vendôme              | France   | Les Rockomotives                |
| 29 octobre 2022  | Saint-Malo           | France   | La Nouvelle Vague               |
| 3 novembre 2022  | Nantes               | France   | La Soufflerie                   |
| 4 novembre 2022  | Angers               | France   | Le Chabada                      |
| 8 novembre 2022  | Amiens               | France   | La Lune des Pirates             |
| 9 novembre 2022  | Paris                | France   | La Maroquinerie                 |
| 10 novembre 2022 | Saint-Lô             | France   | Le Normandy                     |
| 12 novembre 2022 | La Rochelle          | France   | La Sirène                       |

### Tournée 2023
| Dates           | Ville                   | Pays        | Lieu                            |
| --------------- | ----------------------- | ----------- | ------------------------------- |
| 23 juin 2023    | Glastonbury             | Royaume-Uni | Glastonbury Festival            |
| 24 juin 2023    | Luxembourg              | Luxembourg  | Siren's Calling Festival        |
| 25 juin 2023    | Dunkerque               | France      | La Bonne Aventure Festival      |
| 29 juin 2023    | Nanterre                | France      | La Défense Jazz Festival        |
| 3 juillet 2023  | Lyon                    | France      | Les Nuits de Fourvière          |
| 8 juillet 2023  | Saint-Denis-de-Gastines | France      | Au Foin De La Rue               |
| 14 juillet 2023 | La Rochelle             | France      | Les Francofolies de La Rochelle |
| 21 juillet 2023 | Coblence                | Allemagne   | Horizonte Festival              |
| 22 juillet 2023 | Nuremberg               | Allemagne   | Bardentreffen Festival          |
| 30 juillet 2023 | Malmesbury              | Royaume-Uni | Womad                           |
| 1er août 2023   | La Roche-sur-Yon        | France      | Festival Musique Au Logis       |
| 5 août 2023     | Dommarien               | France      | Festival du Chien à Plumes      |
| 6 août 2023     | Marseille               | France      | Festival Féminin Mars'eilles    |

## Podcasts
« André Balaguémon et le Star Féminine Band et Afra Kane », sur rts.ch, 14 novembre 2021

## References
1. 1 2 3  Chapus 2020, p. 16.
2. ↑  « André Balaguémon et le Star Féminine Band et Afra Kane », sur rts.ch, 14 novembre 2021
3. ↑  « Born Bad Records - Star Feminine Band », sur bornbadrecords.net, 14 novembre 2021
4. ↑  [vidéo] « Star Feminine Band - Interview par Les Petits Reporters - RDVS 2022 », sur YouTube
5. ↑  Ammar Kalia, « Star Feminine Band: In Paris review – virtuosity meets protest on all-girl group’s second LP », The Guardian,‎ 12 août 2022 (ISSN 1756-3224, lire en ligne, consulté le 7 juin 2023)
6. ↑  « Star Feminine Band:
 In Paris LP », Forced Exposure,‎ 30 septembre 2022 (lire en ligne, consulté le 7 juin 2023)
7. ↑  Chapus 2020, p. 1.
8. 1 2  « Star Feminine Band - Tournée Été 2023 », sur infoconcert.com (consulté le 7 juin 2022).
9. ↑  « Star Feminine Band @ Le Normandy », sur lesrendezvoussoniques.com (consulté le 7 juin 2022).
10. ↑  « Dour - Star Feminine Band », sur dourfestival.eu (consulté le 7 juin 2022).
11. ↑  « Facebook - Photo de couverture - Tournée Automne 2022 », sur facebook.com (consulté le 7 juin 2022).